# Pentewan
Pentewan – wieś w Anglii, w Kornwalii. Leży 58 km na wschód od miasta Penzance i 354 km na zachód od Londynu.